# Lélio ou Le retour à la vie

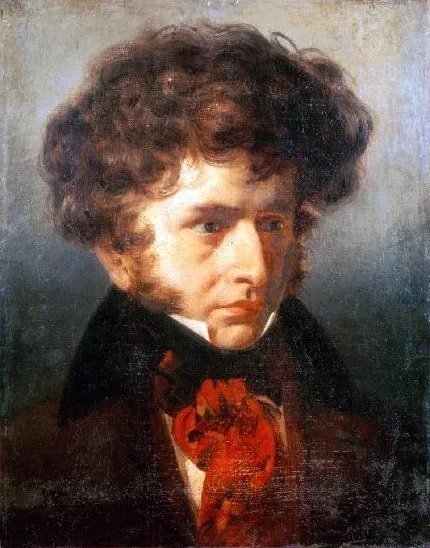
Hector Berlioz, 1832, Porträt von Émile Signol, Rom, Villa Medici

Lélio ou Le retour à la vie (deutsch: Lélio oder die Rückkehr ins Leben, Op. 14b) ist ein Werk, dessen Musik und gesprochener Text von Hector Berlioz stammt und das als Fortsetzung seiner Symphonie fantastique konzipiert ist. Es ist für einen Erzähler, einen Tenor und einen Bariton (Solostimmen), konzertierendes Klavier, Chor und Orchester geschrieben.

## Entstehung, Uraufführung und Rezeption
Lélio hat Berlioz 1831 in Italien komponiert, wobei er vielfach bereits zuvor komponierte Musik – beispielsweise jene für den Rompreis – einbezog. Das Werk wurde am 9. Dezember 1832 am Conservatoire de Paris als Le Retour à la vie aufgeführt und ist gegliedert als Mélolog (eine Art Melodram oder eben auch Monodram für einen Schauspieler mit interpolierten Musiknummern) einschließlich von sechs sehr unterschiedlichen musikalischen Teilen.

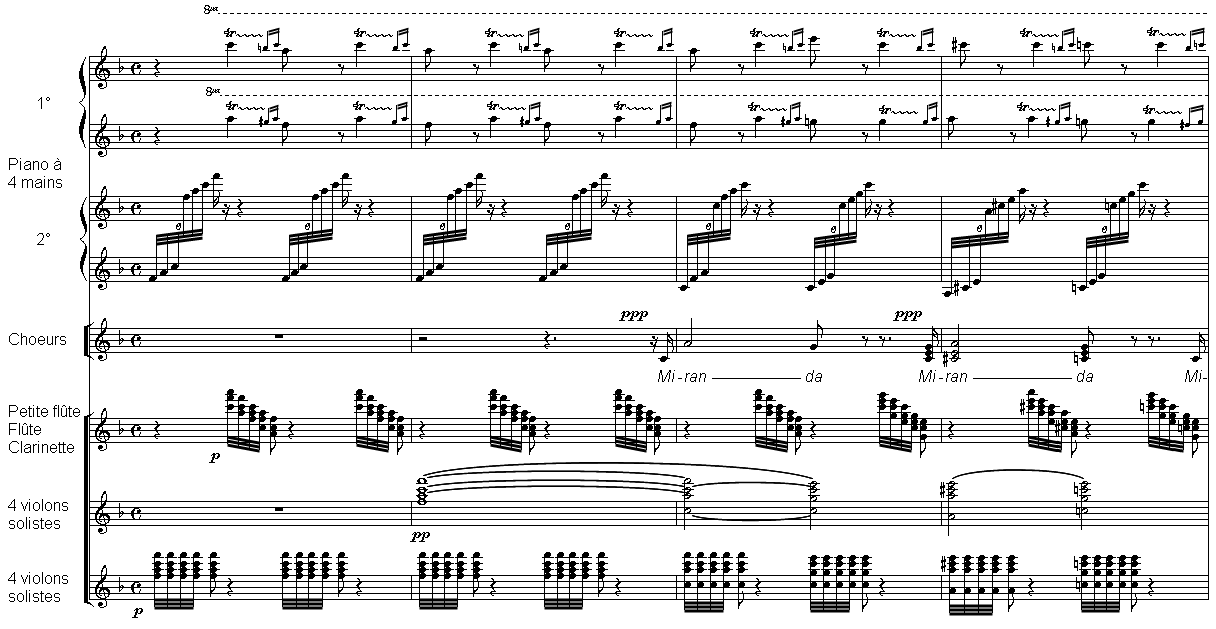
Lélio – Klavier als Orchesterstimme

1855 wurde Lélio auf Wunsch von Franz Liszt für eine Aufführung im Hoftheater Weimar überarbeitet (Übersetzung: Peter Cornelius) und im folgenden Jahr veröffentlicht. Die Partitur in der Berlioz-Gesamtausgabe gab Felix von Weingartner heraus.

## Aufbau
1. Le pêcheur. Ballade – unter Verwendung einer Übersetzung der Ballade Der Fischer von Goethe.
2. Chœur d’ombres – Une évocation de l’atmosphère fantomatique d’Hamlet de Shakespeare (eine Evokation der Sphäre des Hamlet von Shakespeare, wobei das Stück Berlioz’ Kantate La mort de Cléopâtre für den Rompreis aufgreift).
3. Chanson de brigands – eine Schilderung der Freiheiten der Räuberbanden in Kalabrien.
4. Chant de bonheur – Souvenirs – die Musik verarbeitet Berlioz’ Kantate für den Rompreis La mort d’Orphée (1827).
5. La harpe éolienne, für Orchester – die Musik verarbeitet wiederum die Kantate für den Rompreis La mort d’Orphée.
6. Fantaisie sur la "Tempête" de Shakespeare – Szene für Orchester und Chöre, gesungen in italienischer Sprache, basierend auf Shakespeares The Tempest.